# 204省道 (安徽省)
安徽204省道，全称铜城-冶山公路，简称銅冶路，是安徽省的一条纵向干线公路。204省道起于天長市銅城鎮皖蘇省界，终于天長市冶山鎮皖蘇省界。途经天長市銅城鎮、楊村镇、永豐镇、冶山鎮。